# Castetbon
Castetbon település Franciaországban, Pyrénées-Atlantiques megyében. Lakosainak száma 152 fő (2022. január 1.). Castetbon Audaux, Loubieng, Narp, Orriule, Ossenx és Ozenx-Montestrucq községekkel határos.

## Népesség
A település népességének változása:
| Lakosok száma | 170  | 175  | 176  | 186  | 181  | 174  | 166  | 159  | 156  | 152  |
|               | 2010 | 2013 | 2015 | 2016 | 2017 | 2018 | 2019 | 2020 | 2021 | 2022 |